# Gnomonia alni-viridis
Gnomonia alni-viridis är en svampart som beskrevs av Podl. & Svrcek 1970. Gnomonia alni-viridis ingår i släktet Gnomonia och familjen Gnomoniaceae.   Inga underarter finns listade i Catalogue of Life.
I den svenska databasen Dyntaxa används istället namnet Ophiognomonia alni-viridis för samma taxon.  Det är osäkert om arten förekommer i Sverige.